# Planetologija
Planétologija je znanstvena veda o planetih in njihovih naravnih satelitih (»lunah«) ter planetnih sestavih, ki se ukvarja z zgradbo, dinamiko, nastankom in medsebojnimi vplivi teh nebesnih teles po velikosti od mikrometeoroidov do plinastih orjakov.
Veda je izšla iz astronomije in ved o Zemlji ter je zdaj izrazito interdisciplinarna. Združuje pristope planetarne geologije (eksogeologije), astrofizike, kozmokemije, atmosferskih ved, oceanografije, hidrologije in drugih sorodnih ved. Tradicionalno se osredotoča predvsem na telesa Osončja, z napredkom astronomije v zadnjih desetletjih in odkritjem množice eksoplanetov pa se je pozornost usmerila tudi izven njega.